# Карсуэлл (кратер)
Карсуэлл (англ. Carswell) — ударный кратер в канадской провинции Саскачеван вдали от населённых мест. Обнаружен в 1961 году. Диаметр кратера составляет 39 км, возраст оценивается 115 ± 10 млн лет. Имеет кольцевую структуру с центральной горкой. Образование произошло в нижнем мелу. На поверхности Земли кратер Карсуэлл едва различим.